# Biserica Saint Martin in the Fields

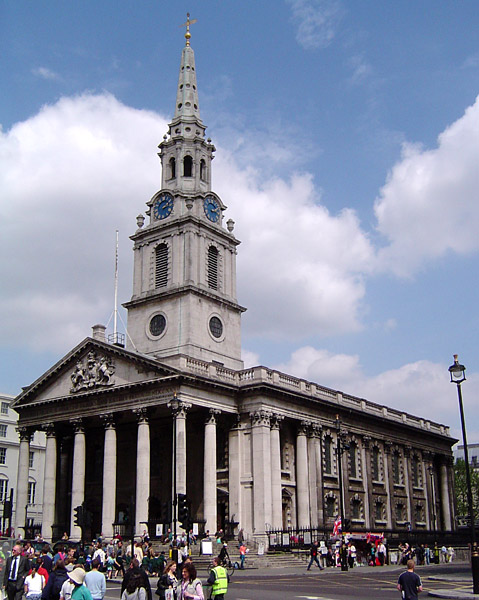
St. Martin in the Fields, Londra

Biserica Saint Martin in the Fields este o biserică anglicană situată în colțul nord-estic al Trafalgar Square, în Cetatea Westminster, de la Londra. Biserica este dedicată Sfântului Martin de Tours.
Edificiul actual a fost construit în 1721 de arhitectul James Gibbs (1682-1754), care a fost și arhitectul edificiului Radcliffe Camera de la Oxford.
În acest edificiu concertează orchestra Academy of St. Martin in the Fields.